# 칙초어
칙초어(CHHICHHORE)는 인도에서 제작된 니테쉬 티와리 감독의 2019년 코미디 영화이다. 서샨트 싱 라즈풋 등이 주연으로 출연하였다.

## 출연

### 주연
- 서샨트 싱 라즈풋
- 쉬라다 카푸르
- 바룬 샤르마

### 조연
- 타히르 바신
- 사하쉬 쿠마르 슈쿨라